# Lesão SLAP
Lesão SLAP é uma lesão no ombro, onde existe o arrancamento do ligamento que une o bíceps ao ombro.